# Classe Kolberg
La classe Kolberg est une classe de croiseurs légers construit pour la Kaiserliche Marine peu avant le début des années 1910. Quatre navires, le SMS Kolberg, Mainz, Cöln, et Augsburg, furent conçus par les chantiers navals Schichau-Werke, AG Vulcan, Germaniawerft et Kaiserliche Werft des villes de Danzig, Stettin et Kiel.

## Conception
La construction de la classe Kolberg provient de la classe Dresden. À l’exception de trois navires de guerre différents auparavant, les navires de la classe furent les premiers navires de guerre de l'Empire allemand dans lesquels un entrainement de turbines fut construit en série. Cependant, en raison des différents chantiers navals et de l'absence de normes, les quatre croiseurs de la classe avaient également quatre fabricants différents de système de turbines, ce qui a conduit à des performances et des vitesses différentes.

### Caractéristiques générales
Les navires avaient une longueur de flottaison de 130 mètres et une longueur hors-tout de 130,50 mètres, un faisceau de 14 mètres et un tirant d'eau de 5,45 mètres à la proue et 5,73 mètres à la poupe. Ils déplaçaient 4 362 tonnes en charge nominale et 4 882 à 4 915 tonnes à pleine charge.
Leurs coques ont été construites avec des armatures en acier longitudinales. Les coques ont été divisées en treize compartiments étanches et incorporent un double fond, s'étendant sur 50% de la longueur de la quille. Considérés comme d'excellents croiseurs tenant bien la mer, ils avaient un grand rayon de braquage. La direction était contrôlée par un seul gouvernail. Leur hauteur métacentrique transversale était de 0,83 mètre.
L'équipage comprenait 18 officiers et 349 hommes d'équipage. Ils embarquaient plusieurs navires plus petits, dont un navire piquet, une barge, un cotre, deux yawls et deux dinghy.

### Machinerie
Les quatre navires avaient des systèmes de propulsion légèrement différents afin de tester les meilleures pour les constructions futures. Le Kolberg était équipé de deux groupes de turbines à vapeur Melms & Pfenniger, entraînant quatre hélices à trois pales de 2,25 m de diamètre. Le Mainz était équipé de deux ensembles de turbines AEG-Curtiss, entraînant une paire d'hélice à trois pales de 3,45 m de diamètre. Le Cöln était initialement équipé de turbines Zoelly, avant d'être remplacés peu avant le début de ses essais en mer par un ensemble de turbines Germania, entraînant quatre d'hélices à trois pales ; deux d'un diamètre de 2,55 m et deux autres de 1,78 m. L'Augsburg était équipé de deux groupes de turbines Parsons, entraînant quatre hélices à 3 pales de 2,25 m de diamètre. Les quatre navires étaient équipés de quinze chaudières à tubes d’eau de type Marine alimentées au charbon, divisées en quatre chaufferies sur la ligne médiane. Les chaudières étaient réparties dans trois cheminées, elles-mêmes réparties de manière uniforme. En 1916, les Kolberg et Augsburg ont été équipés d'un système de chauffage au mazout afin d'augmenter le taux de combustion des chaudières au charbon, les Mainz et Cöln ayant été coulés à cette époque.
La puissance des moteurs était de 19 000 chevaux-vapeur (14 000 kW), excepté ceux du Mainz, évalués à 20 200 cv (15 100 kW). Cela produisait une vitesse de pointe de 25,5 nœuds (47,2 km/h), les moteurs plus puissants du Mainz lui donnaient un avantage de vitesse d'un demi-nœud. Les quatre navires ont toutefois dépassé ces chiffres lors des essais de vitesse et les quatre croiseurs ont atteint une vitesse supérieure à 26 nœuds. Le Kolberg transportait 970 tonnes de charbon et, après 1916, 115 tonnes de mazout en plus. Ce combustible lui donnait une autonomie maximale d'environ 6 250 km à 14 nœuds (26 km/h). Le Mainz transportait 1 010 tonnes de charbon, lui donnant une autonomie maximale d'environ 6 720 km en vitesse de croisière. Le Cöln transportait 960 tonnes de charbon pour un rayon de croisière de 6 500 km. L'Augsburg transportait 940 tonnes de charbon et avait le même rayon d'action que le Cöln.

### Armement
Leur armement principal comprenait 12 canons simples de 105 mm SK L/45 montés sur un socle ; deux étaient placés côte à côte en avant sur le gaillard, huit au milieu du navire (quatre de chaque côté), et deux en tourelles superposées à l'arrière. Ces canons tiraient un obus de 17 kg à une vitesse à la bouche de 710 mètres par seconde. Leurs cadences étaient de 15 obus/min. Les canons avaient une altitude maximale de 30 degrés, ce qui leur permettait d'engager des cibles jusqu'à 12 700 mètres. Pour les Kolberg et Augsburg, les canons de 105 cm ont été remplacés en 1916-1917 par 6 canons de 150 mm SK L / 45. Les canons de 150 mm tiraient un obus de 45 kg à une vitesse à la bouche de 835 mètres par seconde. Leurs cadences étaient de 4,5 obus/min. Les canons avaient une altitude maximale de 27 degrés, ce qui leur permettait d'engager des cibles jusqu'à 16 800 mètres. Initialement, leur armement secondaire se composait de 4 canons de 5,2 cm SK L/55 (en), rapidement remplacés en 1918 par 2 canons antiaériens de 88 mm SK L/45. Ces canons tiraient des obus de 10 kg à une vitesse à la bouche de 765 m/s, pour une cadence de 15 obus/min. Leur portée était de 11 800 mètres à 45 degrés. Les navires comprenaient également 2 tubes lance-torpilles (immergés dans la quille) de 450 mm (17,7 pouces), embarquant des torpilles de 450 mm C/03. D'une charge de 176 kg, leur portée étaient de 1 500 mètres à 31 nœuds (57,4 km/h) et 3 000 mètres à 26 nœuds (48,2 km/h). En 1918, les Kolberg et Augsburg ont été équipés de deux tubes lance-torpilles supplémentaires de 500 mm (19,7 pouces), montés sur le pont. Embarquant des torpilles de 500 mm G7, leur charge était de 195 kg, leur portée étaient de 4 000 mètres à 37 nœuds (68,5 km/h) et 9 300 mètres à 27 nœuds (50 km/h). Les navires de la classe emportaient à bord jusqu'à 100 mines marine.

### Blindage
Leur blindage était réalisé en acier de type Krupp. De la poupe à la proue, le pont était recouvert d’une plaque de blindage. Celle-ci était de 20 mm (0,79 pouce) à la proue, de 40 mm (1,6 pouce) d’épaisseur au-dessus des locaux des machines, de 20 mm devant les locaux des machines et de 80 mm (3,1 pouces) à la proue. Les hiloires des cheminées avaient une épaisseur de 100 mm (3,9 pouces). Le château avait des côtés de 100 mm d'épaisseur et un toit de 20 mm d'épaisseur. Le blindage des magasins était de 40 mm d'épaisseur et les tourelles protégées par des boucliers de 50 mm d'épaisseur (2 pouces).

## Construction
Commandé sous le nom de contrat « Ersatz Greif », le Kolberg a été mis sur cale le 15 janvier 1908 au chantier naval Schichau-Werke de Danzig, sous le numéro de coque 814. Il est lancé le 14 novembre 1908 puis mis en service dans la Hochseeflotte le 21 juin 1910. Sa construction aura coûté 8 181 000 marks. Le croiseur est en cale sèche au chantier Kaiserliche Werft de Kiel entre 1916 et 1917.
Commandé sous le nom de contrat « Ersatz Jagd », le Mainz a été mis sur cale en septembre 1907 au chantier naval AG Vulcan de Stettin, sous le numéro de coque 288. Il est lancé le 23 janvier 1909 puis mis en service dans la Hochseeflotte le 1er octobre 1909. Sa construction aura coûté 8 777 000 marks.
Commandé sous le nom de contrat « Ersatz Schwalbe », le Cöln a été mis sur cale en 1908 au chantier naval Germaniawerft de Kiel, sous le numéro de coque 191. Il est lancé le 5 juin 1909 puis mis en service dans la Hochseeflotte le 16 juin 1911. Sa construction aura coûté 8 356 000 marks.
Commandé sous le nom de contrat « Ersatz Sperber », l'Augsburg a été mis sur cale en 1908 au chantier naval Kaiserliche Werft de Kiel, sous le numéro de coque 34. Il est lancé le 10 juillet 1909 puis mis en service dans la Hochseeflotte le 1er octobre 1910. Sa construction aura coûté 7 593 000 marks. Le croiseur est en cale sèche au chantier Kaiserliche Werft de Kiel entre 1916 et 1917.

## Navires de la classe
| Nom          | Chantier naval            | Quille          | Lancement        | Mis en service   | Fin de carrière                                                                       | Photo |
| ------------ | ------------------------- | --------------- | ---------------- | ---------------- | ------------------------------------------------------------------------------------- | ----- |
| SMS Kolberg  | Schichau-Werke de Danzig  | 15 janvier 1908 | 14 novembre 1908 | 21 juin 1910     | Transféré dans la marine française le 28 avril 1920 ; renommé Colmar ; démoli en 1929 |       |
| SMS Mainz    | AG Vulcan de Stettin      | Septembre 1907  | 23 janvier 1909  | 1er octobre 1909 | Coulé à la bataille de Heligoland le 28 août 1914                                     |       |
| SMS Cöln     | Germaniawerft de Kiel     | 1908            | 5 juin 1909      | 16 juin 1911     | Coulé à la bataille de Heligoland le 28 août 1914                                     |       |
| SMS Augsburg | Kaiserliche Werft de Kiel | 1908            | 10 juillet 1909  | 1er octobre 1910 | Transféré dans la marine japonaise le 3 septembre 1920 ; renommé Y ; démoli en 1922   |       |

## Historique
Le Kolberg assista à plusieurs face à face avec les Britanniques pendant la guerre, notamment le raid sur Scarborough, Hartlepool et Whitby (en) en décembre 1914 et la bataille du Dogger Bank le mois suivant,. Il affronta également les Russes à deux reprises, lors de la bataille du golfe de Riga en août 1915 et durant l'opération Albion en novembre 1917. Après la fin de la guerre, il fut cédé à la France comme prise de guerre et rebaptisé Colmar. Il servit brièvement dans la marine française, dont un déploiement en Asie en 1924. Le Colmar fut retiré du service en 1927 et démoli deux ans plus tard.
Après sa mise en service, le Mainz servit avec le IIe Scouting Group, qui faisait partie des forces de reconnaissance de la Hochseeflotte. Il fut affecté à des patrouilles au large de la baie de Heligoland lors du déclenchement de la Première Guerre mondiale au début d'août 1914. À la fin d'août 1914, il combat à la première bataille de Heligoland au cours duquel il fut coulé par des croiseurs et des destroyers britanniques au matin du 28 août,. Les Britanniques ont sauvé 348 hommes d'équipage avant que le navire ne se retourne et ne sombre. Quatre-vingt-neuf hommes ont été tués dans la bataille, y compris son commandant.
Après sa mise en service, le Cöln servit avec le IIe Scouting Group, qui faisait partie des forces de reconnaissance de la Hochseeflotte. Il fut affecté à des patrouilles au large de la baie de Heligoland lors du déclenchement de la Première Guerre mondiale au début d'août 1914. À la fin d'août 1914, il combat à la première bataille de Heligoland au cours duquel il fut coulé par des croiseurs et des destroyers britanniques au matin du 28 août. L'équipage abandonna le navire, mais les forces allemandes n'effectuèrent aucune recherche dans la région pendant trois jours ; seul un homme fut retrouvé vivant.
Au début de sa carrière, l'Augsburg servit de navire d’essai de torpilles, puis comme navire d’entraînement au tir. Après le déclenchement de la Première Guerre mondiale, il fut affecté à la mer Baltique, où il passa toute la durée de la guerre. Le 2 août 1914, il participa à une opération au cours duquel les premiers coups de feu de la guerre furent tirés contre les Russes. Il prit ensuite part à la bataille du golfe de Riga en août 1915 et à l'opération Albion en octobre 1917, ainsi qu'à de nombreux plus petits engagements tout au long de la guerre,. En janvier 1915, il heurta une mine et fut inopérationnel pendant de longs mois. Après la fin de la guerre, il fut cédé au Japon comme prise de guerre et rebaptisé simplement sous le nom de Y. Le croiseur fut démoli en 1922.

### Lectures complémentaires
- Gerhard Koop/Klaus-Peter Schmolke, Kleine Kreuzer 1903–1918, Bremen bis Cöln-Klasse, Band 12 Schiffsklassen und Schiffstypen der deutschen Marine, Bernard & Graefe Verlag München, 2004,  (ISBN 3-7637-6252-3)